# Rhyacophila khamakhya
Rhyacophila khamakhya är en nattsländeart som beskrevs av Schmid 1970. Rhyacophila khamakhya ingår i släktet Rhyacophila och familjen rovnattsländor. Inga underarter finns listade i Catalogue of Life.